# Jackie Oliver
Keith Jack "Jackie" Oliver (Chadwell Heath, Engleska, 14. kolovoza 1942.) je bivši britanski vozač automobilističkih utrka. U Formuli 1 je nastupao od 1967. do 1977., a najbolji rezultati su mu dva treća mjesta na VN Meksika 1968. u Lotusu i VN Kanade 1973. u Shadowu. Nakon što je napustio utrkivanje u Formuli 1 1977., osnovao je, zajedno s Francom Ambrosiom, Tonyjem Southgateom, Alanom Reeseom i Daveom Wassom, momčad Arrows. Utrku 24 sata Le Mansa je osvojio 1969. u Fordu GT40 s Jackyjem Ickxom kao suvozačem. Godine 1974. osvojio je naslov u Can-Am seriji.